# Бесы (фильм, 1988)
«Бесы» (фр. Les Possédés) — фильм, снятый по пьесе Альбера Камю «Одержимые», являющейся инсценировкой романа «Бесы» Фёдора Достоевского. Режиссёр фильма — Анджей Вайда.

## Сюжет
1870 год. В России растут революционные настроения. В маленький провинциальный город из-за границы приезжает глава революционной ячейки Николай Ставрогин (Ламбер Вильсон).

## В ролях
- Изабель Юппер — Мария Шатова
- Ютта Лампе — Мария Лебядкина
- Филиппин Леруа-Больё — Лиза
- Бернар Блие — Губернатор
- Жан-Филипп Экоффе — Пётр Верховенский
- Лоран Малё — Кириллов
- Ежи Радзивилович — Шатов
- Омар Шариф — Степан
- Ламбер Вильсон — Николай Ставрогин
- Филипп Шамбон — Шигалёв
- Жан-Квентин Шателен — Виргинский
- Реми Мартен — Эркель
- Серж Спира — Федька
- Владимир Иорданов — Лебядкин
- Збигнев Замаховский — Лямшин
- Божена Дыкель — Виргинская
- Пётр Махалица — Мауриций
- Витольд Скарух — секретарь губернатора
- Богуш Билевский — начальник полиции
- Эугениуш Каминьский — рабочий
- Клеменс Мельчарек — рабочий

## Художественные особенности
Обращение создателей фильма к опыту «Солидарности» привело к насыщению киноленты актуальной политикой и смещению акцентов: главными персонажами-антагонистами стали провокатор Верховенский-мл. и «общечеловеческий гуманист» Шатов.

## Дополнительные факты
- Пьеса Альбера Камю «Одержимые», по которой поставлен фильм, позже была поставлена режиссёром на сцене московского театра «Современник». В отличие от романа Достоевского, Лиза и Ставрогин по сюжету фильма не погибают.